# 蘿蘋
罗宾·米丽娅姆·卡尔松（瑞典語：Robin Miriam Carlsson，瑞典語發音：[ˈrɔ̌bːɪn ˈkɑ̌ːɭsɔn]；1979年6月12日—），艺名Robyn（瑞典語發音：[ˈrɔ̌bːʏn]），唱作型歌手，出生于瑞典的斯德哥尔摩，是瑞典近年来炙手可热的流行歌星之一。在过去的十年中，她循序渐进地取得了成功，专辑《Robyn》直登瑞典排行榜冠军宝座，单曲《With Every Heartbeat》也位居英国金曲榜榜首。2005年，Robyn自立门户，成立“Konichiwa”唱片公司。

## 傳記
Robyn九岁就登台演出，在斯德哥尔摩的著名皇家剧院扮演一个配角。她的演唱生涯是从十二岁为一部瑞典电视剧演唱主题曲开始的。十六岁那年，她在RCA唱片公司获得了第一个唱片合约，1995年发行了第一首单曲《You’ve Got That Somethin’》。同年后期推出的单曲《Do You Really Want Me》，也叫《Show Respect》使她的歌唱事业达到巅峰。这两首单曲都被收录在她1996年发行的首张专辑《Robyn is Here》。
Robyn凭借着《Show Me Love》和《Do You Know》，也叫《What It Takes》打入美国公告牌单曲排行榜，跻身百首最热门单曲前十。
随后Robyn曲风更趋向电子流行乐风格，但这并不合唱片公司吉维（Jive）老板口味，因此2005年她和这家唱片公司分手，自己另立公司 Konichiwa（日语:你好）。此后她发行专辑《Robyn》，直接荣登瑞典排行榜首，并在2006年瑞典格莱美颁奖中一举揽下最佳专辑奖、最佳作词奖和最佳流行女歌手的多项殊荣。2007年的单曲《With every heartbeat》是她在全球范围内知名度最高的一首歌曲，之后的一些单曲也在不同国家进榜。
Robyn曾在布兰妮的单曲《Piece of Me》中担任和声部分的演唱，并和诸多音乐艺术家合作，例如美国西岸歌星Snoop Dogg、 地下室混音小子Basement Jaxx以及挪威Röyksopp乐队。她在2008年美国艺术家欧洲巡演中曾为麦当娜伴唱。

## 個人專輯
- 1995 – Robyn Is Here
- 1999 – My Truth
- 2002 – Don't Stop the Music
- 2005 – Robyn
- 2010 – Body Talk Pt. 1
- 2010 – Body Talk Pt. 2
- 2010 – Body Talk Pt. 3
- 2018 – Honey

## 外部連結
- 官方网站 （英文）